# Lepus castroviejoi
Lepus castroviejoi (Заєць кастров'єхський) — один з видів зайців.

## Таксономічні примітки
Минула заклопотаність з приводу видової приналежності була вирішена недавніми генетичні доказами, які підтримують класифікацію Lepus castroviejoi як одного з двох ендемічних видів Lepus, які населяють Піренейський півострів (Alves et al. 2003, Melo-Ferreira et al. 2005). Останні молекулярні дані дозволяють припустити, що L. castroviejoi є сестринським таксоном Lepus corsicanus (Alves et al. 2002). 

## Фізичні характеристики
Довжина тіла 45—65 см, хвіст довжиною 5—10 см, передні ноги довжиною 10—20 см, задні ноги довжиною 20—30 см вуха довжиною 18—20 см, вага від 2,6 до 3,2 кілограм. Хутро цього зайця коричневого і чорного кольорів, з дуже невеликою кількістю білого на верхній частині тіла. Низ білий. Верх хвоста чорний, а низ білий. Вуха коричнево-сірі і, як правило, з чорним кінчиком.

## Середовище проживання
Ареал виду обмежується Кантабрійськими горами на північному заході Іспанії, де він займає висоти від 1000 до 1900 м. Середовищем проживання є пустища, де домінуючими формами рослинності є Erica, Calluna, Vaccinium а чагарниковий покрив складається з Cytisus, Genista, Juniperus.

## Поведінка та відтворення
Мало що відомо про годування, репродуктивні або поведінкові звички цього зайця, але вони, як вважається, аналогічні до зайця-русака.

## Загрози та охорона
Загрозами є полювання на західній околиці його поширення, де зайці ізольовані від решти частини населення протягом літа. На додаток загрозами є хижацтво, отруєння (добрива та пестициди ) і зміна місць проживання. Занесений до Червоної книги в Іспанії.